# Кёльнский арбитраж
Кельнский арбитраж императора Максимилиана I на рейхстаге от 30 июля 1505 года положил конец войне за Ландсхутское наследство.

## Предыстория
Шедшая с 1503 по 1505 годах война за ландсхутское наследство была вызвана спором о наследовании в герцогстве Бавария-Ландсхут, когда её герцог Георг Богатый умер, не оставив потомков мужского пола. Война разразилась из-за того, что герцоги Баварии-Мюнхен не согласились с волей покойного, по которой герцогство переходило его дочери Елизавете. Согласно имперскому закону и наследственным договорам дома Виттельсбахов, мюнхенские герцоги имели право на наследование герцогства.
Елизавета со своим мужем Рупрехтом Пфальцским выступили против герцога Баварии-Мюнхен Альбрехта IV и императора Максимилиана I. Военная удача была на стороне Альбрехта IV, но первые мирные переговоры 10 декабря 1504 года в Миттенвальде провалились. 23 января 1505 года пфальцский полководец Георг фон Висбек потерпел поражение от баварских войск под Гангкофеном, а 9 февраля вступило в силу перемирие. В преддверии решения Кельнского арбитража в конце марта/начале апреля 1505 года между инсбрукским судебным маршалом Паулем фон Лихтенштейн-Кастелькорн и герцогом Альбрехтом IV уже были достигнуты секретные соглашения.
Именно император Максимилиан должен был решить, как разделить герцогство Бавария-Ландсхут между Верхней Баварией и Пфальц-Нойбургом с двумя несовершеннолетними внуками Георга.

## Условия
14 июня 1505 г., в преддверии Кёльнского рейхстага, начались официальные арбитражные переговоры о разделе, результат был объявлен 30 июля 1505 г.:
- большую часть Баварии-Ландсхут получала Бавария-Мюнхен, тем самым герцогство Бавария воссоединилось после разделений в позднем Средневековье[4]
- внуки герцога Георга (Отто Генрих и Филипп) получили Пфальц-Нейбург, имевшую фрагментированную структуру и располагавшуюся от верхнего Дуная через Франконию до северного Верхнего Пфальца. Столицей нового княжества стал Нойбург-ан-дер-Донау.[5][6]
- территория вокруг Куфштайна, Кицбюэля и Раттенберга досталась самому Максимилиану I в качестве платы за его посредничество. Циллерталь и Мондзееланд также достаются Габсбургам. Это означало частичный пересмотр Шердингского мира. Однако земельное право Людвига Баварского для Верхней Баварии продолжало действовать там вплоть до XIX века.
- имперский город Нюрнберг получал важные районы к востоку от города, в том числе амты Лауф, Херсбрук и Альтдорф.
- оговаривались военная компенсация, уплата долгов и т. д.[7]
- Подробная опись упомянутых территорий[8]

## Последствия
Курфюрст Пфальца Фридрих II безуспешно сопротивлялся выделению части Верхнего Пфальца, который, строго говоря, даже не принадлежал Баварии-Ландсхнут. Более того, новое княжество Пфальц-Нойбург имело небольшое стратегическое значение. Альбрехту IV досталась самая большая и ценная часть герцогства с амтами в Ландсхуте и Бургхаузене. В результате войны Пфальц также потерял территории на юге Верхнего Рейна и в бассейне Неккара, а также бейливик монастыря Маульбронн (перешли к Гессену, Вюртембергу и империи). Территориальные потери означали крах прежнего влияния Виттельсбахов на Среднем Рейне, Неккаре и в Эльзасе, достигнутого в течение XV в.
Но Альбрехт был также недоволен уступками противной стороне и получением Габсбургов земель, полученных под давлением императора. Кроме того, Максимилиан раздражал своего зятя некоторым произволом в деталях и преднамеренной неточностью в решении королевского суда об оценке земель, которые должны были быть выделены Пфальц-Нойбургу.
Двусмысленность императорского решения была основана на политических расчётах. В результате ему удалось получить ещё несколько уступок от Виттельсбахов в Тироле, но его действия весной 1507 г. едва не привели к возобновлению войны. Конфликт завершился в 1509 году Ингольштадтским мирным договором. Отношения между Габсбургами и двумя основными линиями Виттельсбахов стали напряжёнными.